# Rap.de
Rap.de war ein Onlinemagazin, das sich schwerpunktmäßig mit der deutschen Hip-Hop- und Rap-Szene beschäftigte und Rezensionen über neu erschienene Alben, Interviews mit Künstlern sowie Meinungsbeiträge veröffentlichte. Es zählte neben hiphop.de und der Juice zeitweise zu den führenden deutschsprachigen Plattformen zum Thema Hip-Hop.

## Geschichte
Rap.de wurde 1998 gegründet und später von der Musikagentur Styleheads Music aufgebaut. In den 2000er Jahren fanden sich neben redaktionellen Inhalten auch ein Gästebuch, das Rapboard genannt wurde, sowie ein Forum und ein Chat auf der Seite. Von 2008 bis 2011 war Marcus Staiger Chefredakteur. Er übergab den Posten im August 2011 an Oliver Marquart, der bis 2019 das Magazin leitete. 2020 kam es zu Verwerfungen zwischen dem Eigentümer, der Piranha Media GmbH, und der rap.de-Redaktion in deren Folge die Redaktion die Arbeit niederlegte. 2022 wurde der Betrieb der Website endgültig eingestellt. Begründet wurde dieser Schritt mit finanziellen Einbußen durch ausbleibende Werbeerlöse in Folge der Corona-Pandemie. Auf der Hauptseite von Rap.de befindet sich ein entsprechender Hinweis (Stand 2024); einzelne Artikel blieben jedoch weiterhin abrufbar. Zur gleichen Zeit stellte die Piranha Media GmbH ebenfalls den Betrieb anderer Musikzeitschriften wie der Juice und der Spex ein.

## Rezeption
Innerhalb der Szene galt Rap.de als kritisches Medium. So fand zum Beispiel der Artikel "Deutschrap braucht ein #metoo", in dem sich Oliver Marquardt kritisch mit Frauenfeindlichkeit im deutschen Hip-Hop auseinandersetzte, viel Beachtung. In der Folge dieses Artikels wurden Marquart und Rap.de von verschiedenen Künstlern in ihren Songtexten erwähnt, unter anderem von Sido und Farid Bang.
Neben kritischen Artikeln war Rap.de auch als Talentschmiede bekannt. So lernten sich die Rapper Testo und Grim104 von Zugezogen Maskulin während eines Praktikums bei der Plattform kennen. In ihrem Album 10 Jahre Abfuck widmeten sie Rap.de einen Song.